# Salt Palace
Il Calvin L. Rampton Salt Palace Convention Center meglio noto come Salt Palace è un palazzetto dello sport situato a Salt Lake City, Utah. Fino al 1991 ha ospitato le partite casalinghe delle più importanti squadre di Salt Lake City, gli Utah Stars della ABA, e gli Utah Jazz della NBA.